# توزا (كلب)
توزا (باليابانية: 土佐犬) هي سلالة من الكلاب من أصل ياباني والتي تعتبر نادرة. تم تربيته في الأصل في توسا، شيكوكو (كوتشي حاليًا) ككلب قتال وهو السلالة الوحيدة التي لا تزال تستخدم (قانونيًا) في قتال الكلاب اليابانية. الملكية مقيدة في بعض البلدان باعتبارها سلالة خطرة.

## الاستخدام
في كوريا الجنوبية، تعدّ سلالة توزا من أهم السلالات المستخدمة في استهلاك اللحوم، إلى جانب كلاب نوريونجي (누렁이).

## الحالة القانونية
حظرت هذه السلالة أو فرضت قيود قانونية على امتلاكها على المستوى الوطني في الدول الآتية:
- أستراليا[4]
- النمسا
- الدنمارك[5]
- فيجي[6]
- فرنسا[7]
- هونغ كونغ[8]
- آيسلندا[9][10]
- جمهورية أيرلندا[11]
- رومانيا[12]
- ماليزيا[13]
- مالطا[14]
- نيوزيلندا[15]
- النرويج[16]
- سنغافورة[17]
- تونس[18]
- الإمارات العربية المتحدة[19]
- المملكة المتحدة[20]
- إسرائيل[21]
- تركيا[22]